# Csing-dinasztia

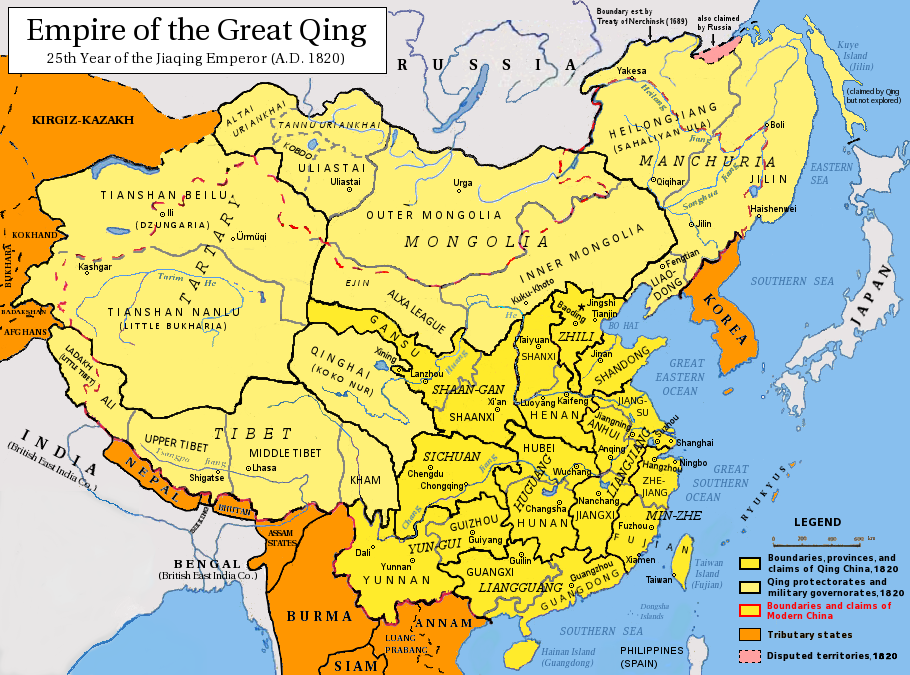
A Csing-dinasztia uralma alatt álló területek 1820-ban. Sárgával maga a Csing Birodalom, narancssárgával a birodalom vazallus államai vannak jelölve

A Csing-dinasztia (1644–1912; kínaiul: 清朝, pinjin: Qīng cháo; mandzsuul: , Daicing gurun; mongolul: Манж Чин Улс) az utolsó császári dinasztia volt Kínában. Származása alapján gyakran nevezik mandzsu dinasztiának is.

## Mandzsu hódítás

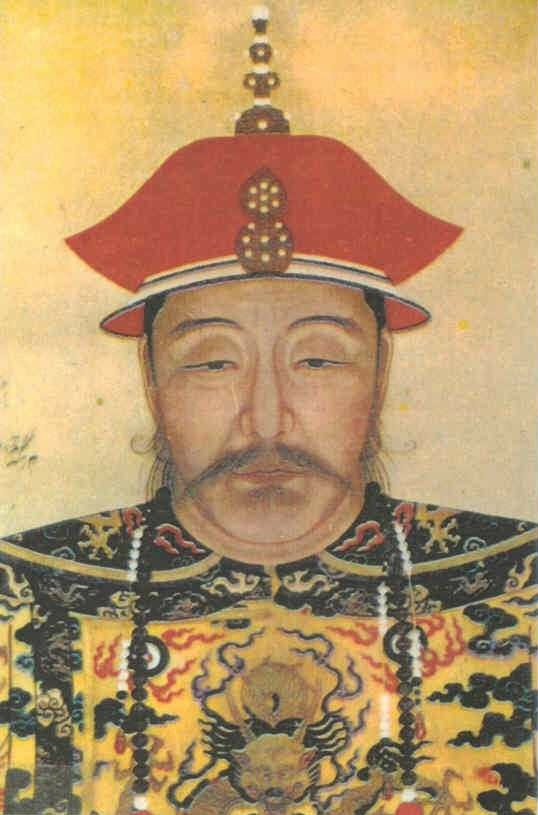
Nurhacsi, a Csing-dinasztia megalapítója

A mandzsu az Észak-Kínát valaha egy évszázadon át uraló dzsürcsikkel rokon nomád nép. Nurhacsi nevű vezérük 1616-ban egyesítette a mandzsu törzseket, és kínai mintára jól szervezett államot hozott létre Mandzsúriában, a mai Északkelet-Kínában. A Nurhacsi alapította dinasztia 1636-ban a Csing (清 Qīng ’Tiszta’) nevet vette fel, s hamarosan támadásokat indított a végnapjait élő Mingek Kínája ellen. Amikor 1644-ben Li Ce-cseng parasztseregei megdöntötték a Ming-dinasztiát, de még nem építettek ki szilárd államhatalmat, a mandzsu seregek nagyszabású hadjáratba kezdtek Kína meghódítására. A kínai nagy fal keleti szakaszát védő császári seregeknek parancsoló Vu Szan-kuj (吳三桂, Wú Sānguì) tábornok választhatott, hogy behódol Li Ce-csengnek és együtt veszik fel a harcot a mandzsuk ellen, vagy pedig a mandzsuk oldalára áll. Ő az utóbbit választotta – Csin Kuj mellett azóta Vu Szan-kuj a hazaárulás másik megtestesítője a kínaiak szemében – beengedte a mandzsukat és velük együtt indult a parasztfelkelők és a birodalomban szétszórva állomásozó volt Ming-seregek ellen. Létezik olyan legenda Vu Szan-kuj szerelmét akarta kiszabadítani, aki a felkelők fogságába esett.
A következő évtizedek háborúval teltek: az északról támadó mandzsuk és az átpártolt kínai seregek mind délebbre hatolva sorra megsemmisítették vagy hódoltatták be a szétszórt parasztfelkelő csapatokat és a megbukott Ming-házhoz hű erőket. Megjegyzendő, hogy a mintegy 290 ezer fős mandzsu haderővel szemben kétmillió kínai harcos állt, tehát az ellenállás nem lett volna reménytelen, ha a kínai egységek parancsnokai képesek lettek volna összefogni, és nem állnak át tömegesen a hódítókhoz. A kínaiak között azonban óriási volt a széthúzás, Li Ce-csenget 1645-ben egy kínai földesúri osztag meggyilkolta, a maradék Ming erők pedig jobbára az egymással való leszámolással voltak elfoglalva. Így aztán a mandzsuknak 1683-ra sikerült egyesíteni az egész országot és letörni minden ellenállást. Időközben fővárosukká Pekinget tették, s az elfoglalt területeken helyreállították a Mingek államszervezetét.
Li Ce-cseng mellett a mandzsukkal szembeni ellenállás legfőbb megtestesítői Si Ko-fa, Jangcsou városának védője, és Cseng Cseng-kung, a Ming-házhoz hű kalózvezér voltak. Ez utóbbi 1646-tól 1658-ig a délkeleti partvidéket védte, majd 1661-ben kb. 900 hajóval áthajózott Tajvan (portugál nevén: Formosa, ’Gyönyörű’) szigetére – amely addig nem volt része a kínai birodalomnak, s főleg maláj népcsoportok lakták –, elűzte onnan a holland kereskedőket, és védte a szigetet a mandzsuk ellen. 1662-es halála után a fia még egészen 1683-ig tartotta magát Tajvanon. Cseng Cseng-kung, holland nevén Koxinga, Tajvanon máig nemzeti hősnek számít.

## A mandzsu konszolidáció

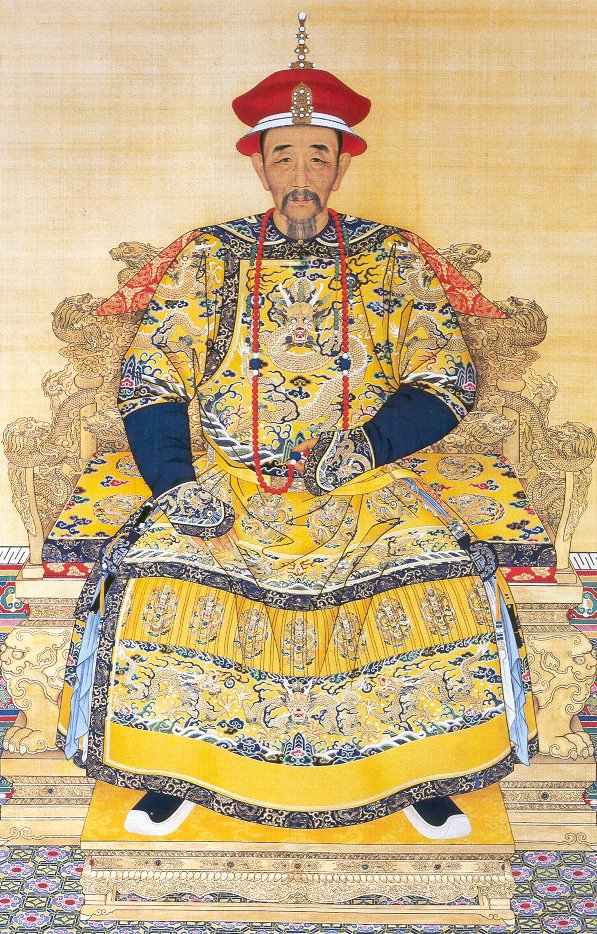
Kang-hszi császár

A hódítást követően az új uralkodóház gyorsan megszilárdította hatalmát. Tudván, hogy fegyverrel ugyan el lehet foglalni egy országot, de hosszú ideig kormányozni lehetetlen, hamarosan hallgatólagos kiegyezés jött létre a kínai elit és a mandzsu hódítók között. A mandzsuk ugyan hoztak néhány szimbolikus rendelkezést, amellyel a hódításra emlékeztették a lakosságot – például alávetettségük jelképeként a kínaiaknak át kellett venniük az oldalt borotvált, középen copfba font mandzsu hajviseletet –, de lényegében érintetlenül hagyták az eredeti társadalmi rendet, rátelepedtek a már meglévő intézményekre, és a kínai hivatalnokértelmiséget bevonták a kormányzásba. A kínai elit és lakosság pedig elfogadta az idegen, de számára békét és gazdagságot biztosító dinasztia uralmát. Eközben maguk a hódítók elkezdtek elkínaiasodni: felhagytak a régi nomád szokásokkal, megtanultak kínaiul, sőt, a kínai kultúra bőkezű támogatóivá váltak.
A rend megszilárdulása, az engedékeny politika és az Amerikából a Fülöp-szigeteken keresztül Kínába került haszonnövények elterjedése következtében a gazdaság fellendült, a lakosság 1700 és 1840 között megnégyszereződött (100 millióról 414 millióra nőtt). A konszolidációhoz hozzájárult az is, hogy sok Csing császár igen tehetséges és művelt volt, s közülük több rendkívül hosszú ideig uralkodott. Kang-hszi (1661–1722, 康熙, Kāngxī), Jung-cseng (1723–1736, 雍正帝, Yōngzhēng) és Csien-lung (1736–1795, 乾隆, Qiánlōng) császárok uralkodásának csaknem másfél évszázada – a Kang-hszi alatti első egy-két évtizedtől eltekintve – a béke és a jólét korszaka volt a kínaiak többsége számára.

## Csing-kori hódítások

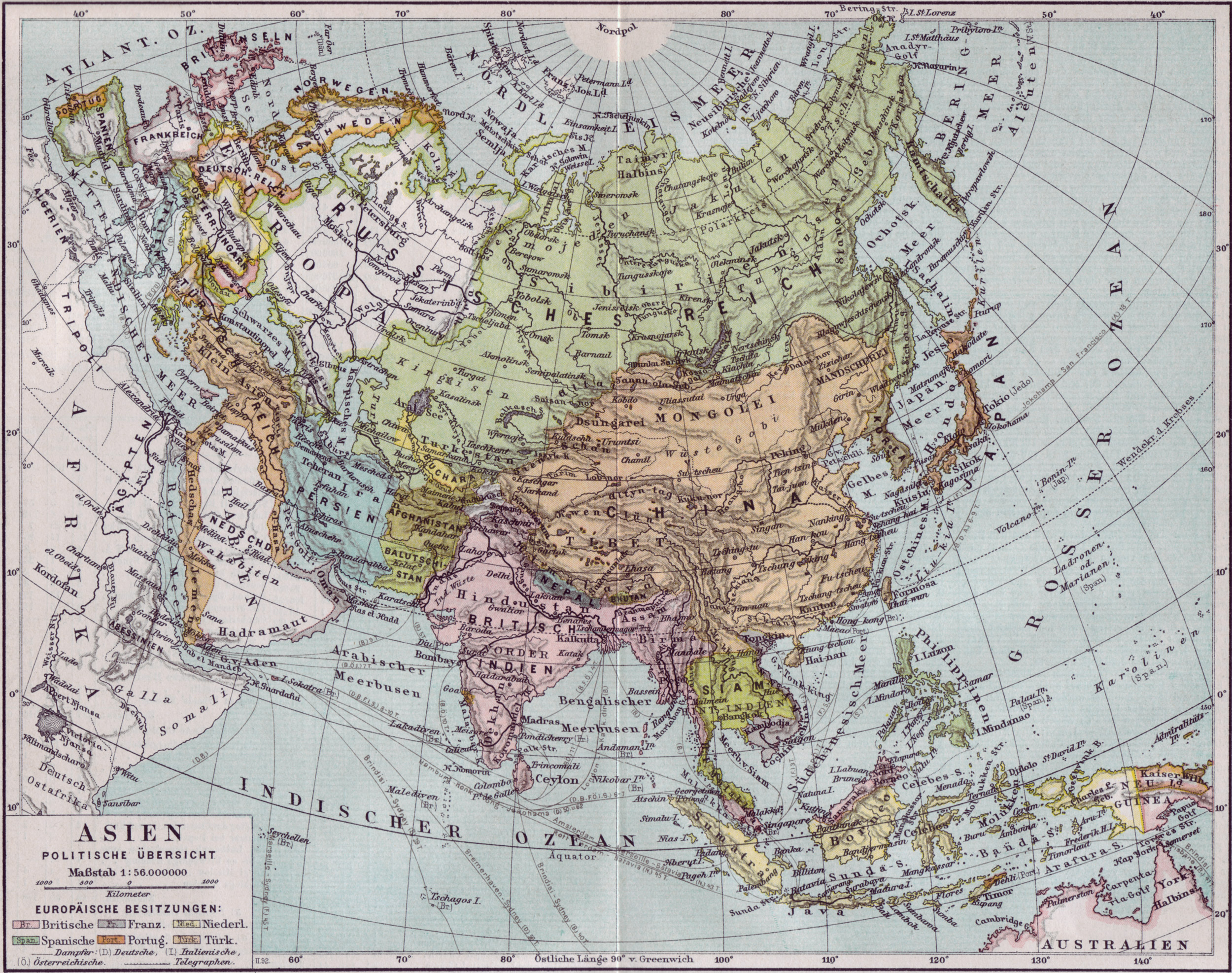
Ázsia politikai térképe 1890-ben

Mint a kínai történelemben mindig, az ország gazdasági megerősödését területi hódítások követték. Belső-Kína feletti uralmuk megszilárdítását követően a mandzsuk hozzáláttak, hogy birodalmuk határait kiszélesítsék. A Kínai Népköztársaság mai határai lényegében a 17-18. századi nagy Csing császárok hódításaival alakultak ki. Először 1696-ban északnyugaton elfoglalták Kelet-Turkesztán (Hszincsiang-Ujgur Autonóm Terület, 新疆 Xīnjiāng) és Külső-Mongólia (a mai Mongólia) nagy részét, majd 1720 és 1750 között fokozatosan Tibetet tették kínai protektorátussá. A hódítások az 1750-es években fejeződtek be, amikor is sikerült Kelet-Turkesztán maradék részét és Dzsungáriát is elfoglalni. Ezekkel a győzelmekkel a birodalom területe megduplázódott. Ugyancsak a mandzsu uralom alatt vált Mandzsúria Kína szerves részévé. A 18. században Korea, Vietnám és Nepál népei is a Csing Birodalom adófizetői lettek. A Csingek által elfoglalt területek között sok volt, amely a történelem során korábban már tartozott Kínához, de most sikerült őket tartósan is Kínához csatolni. Kína ekkor érte el a legnagyobb kiterjedését. (Ehhez képest mára valamelyest csökkent a területe: Külső-Mongólia 1912-ben függetlenné vált, és Oroszország is megszerzett kisebb területeket.)

## Gazdasági-társadalmi stagnálás

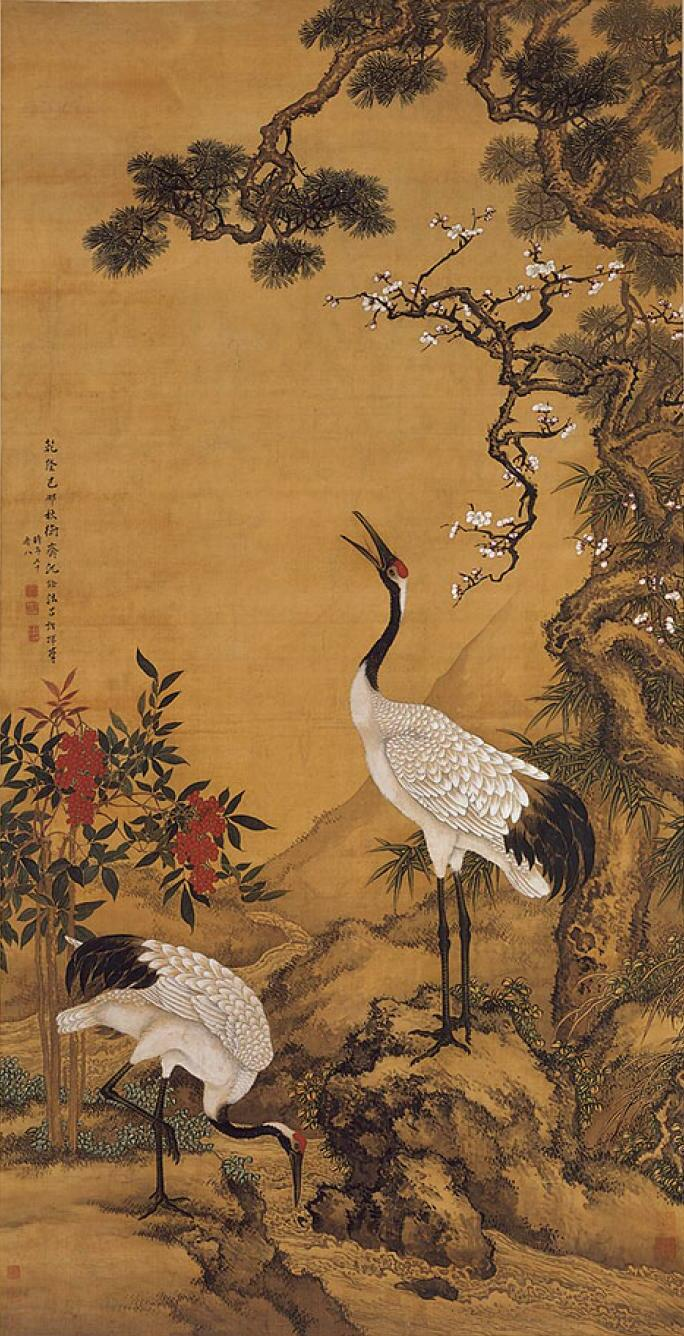
Fenyő, szilvafa és darvak, 1759, Shen Quan (1682–1760). Tekercskép, színes és fekete tintával selymen. Jellegzetes alkotása a kínai festészetnek a Csing-dinasztia korában

A 18. század végére a kínai gazdaság eljutott abba az állapotba, amelyet a „magas szintű egyensúly csapdájának” szoktak nevezni. Ez lényegében azt jelenti, hogy a gazdaság elérte azt a szintet, ahonnan az adott keretek között tovább fejlődni nem lehetett: a mezőgazdaságban nem maradt több megműveletlen terület, amit még fel lehetett volna törni, a megművelt területeken pedig a termelékenység elérte azt a felső határt, amelyet hagyományos technológiával lehetetlen volt túlszárnyalni. (Megjegyzendő, hogy az ekkori világban Kínában voltak a legmagasabbak a területegységenkénti termésátlagok.) Modernizáció, a termelés tudományos alapokra helyezése nélkül tehát a mezőgazdasági termelést nem lehetett tovább növelni. Ennek következtében az iparcikkek piacának növekedése is megállt, nem emelkedett tovább a nem mezőgazdasági termékek iránti kereslet – ez pedig az ipari jellegű vállalkozások stagnálásához vezetett. A további fejlődést lehetővé tévő technikai (vagy ipari) forradalom azonban – máig nem egészen feltárt okokból – elmaradt. Valószínűleg nagy szerepe volt ebben a mandzsu császári udvar bezárkózó politikájának, az ipart és a kereskedelmet szigorúan az ellenőrzése alatt tartó állami bürokráciának, a gyakorlati ismereteket oktató iskolák hiányának, a bénító hatásnak, amelyet a hivatalnokvizsgák fejtettek ki a kínai értelmiségre, illetve annak, hogy Kína nem találkozott olyan külföldi hatalommal, amely hozzá mérhető erejű vagy fejlettségű lett volna, s ez önelégültséghez vezetett. A 18. század végén, a 19. század elején Kína tehát magas fokú fejlettséget elért, de zsákutcába jutott, a hagyományos utakon tovább fejlődni nem képes, magába zárkózott birodalom volt.
Ugyanebben az időben Nyugat-Európában végbementek a polgári, majd az ipari forradalmak, aminek következtében a Nyugat technikailag, gazdaságilag és katonailag minden más civilizációnál erősebb lett, s jócskán lehagyta a korábban nála fejlettebb Kínát.

### A nyugati hatalmak megjelenése Kínában
Anglia 1699-ben létesített kereskedelmi kirendeltséget a dél-kínai Kantonban, s ezután több mint egy évszázadon át ez a város lett a kínai-nyugati kereskedelem központja. A 18. században az áruforgalom korlátozott maradt: angol részről a Brit Kelet-indiai Társaság, kínai részről pedig a szoros állami felügyelet alatt álló Kohong (v. Kunghang) cég szerzett monopóliumot a jórészt angol tea- és selyemimportból álló kereskedelmen. A pekingi kormányzat, bár tetemes hasznot húzott a Kantonon áthaladó áruk vámjából, igyekezett korlátozni és kézben tartani a külkereskedelmet.

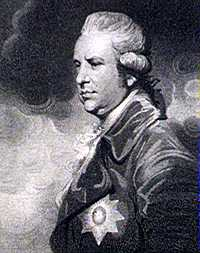
George Earl Macartney

A 18. század végétől a kantoni kereskedelem keretei kezdtek szűknek bizonyulni, ezért az angolok 1793-ban Lord Macartney vezetésével követséget küldtek a kínai császárhoz, azt kérve, hogy Pekingben állandó angol képviseletet nyithassanak, a kormányzat nyisson meg néhány északi kikötőt az angol kereskedők előtt, rögzítse a vámtarifákat és bocsásson Anglia rendelkezésére egy-két szigetet, ahol az elraktározhatná áruit és javíthatná hajóit. Az angol küldöttséget a meghódoló barbár uralkodó követének kijáró fogadtatásban részesítették, az általuk vitt ajándékokat „hódolati adónak” nyilvánították, de az angol kéréseket elutasították.
„Te, ó, uralkodó, messze lakozol, sok tengeren túl, és mégis attól az alázatos kívánságtól vezettetve, hogy civilizációnk jótéteményeiben osztozhass, követséget küldtél, amely engedelmesen eljuttatta hozzánk üzenetedet” – írta Csien-lung császár elutasító levelében III. György királynak. – „Azok a komoly kifejezések, amelyekből az üzenet áll, bizonyítják részedről a tiszteletteljes alázatosságot, mely rendkívül dicséretre méltó. Ami azt a kérelmedet illeti, hogy egy alattvalódat mennyei udvaromhoz küldhesd, hogy ellenőrizze országod kereskedelmét Kínával, úgy ez a kérés ellentmond dinasztiám minden szokásának, és semmilyen módon sem fogadható el. (…) Reszkess, engedelmeskedj, és ne kövess el tiszteletlenséget!”
Mivel Angliát egy időre lekötötték a francia forradalom és az azt követő napóleoni háborúk, Kína erőszakos megnyitására még nem tettek kísérletet.
A briteknek a kereskedelem állami korlátozásán kívül még egy problémájuk volt Kínával kapcsolatban. Kínába rengeteg európai ezüst áramlott, mert amíg a nyugati országok számos árucikket importáltak Kínából, Kína gyakorlatilag semmit nem vett tőlük, így a kínai tea-, selyem- és porcelánszállítmányokért ezüsttel kellett fizetniük. Az 1820-as évekre azonban megállt az ezüst Kínába áramlása: ekkorra ugyanis Kínában annyira megnőtt az ópiumfogyasztás – és ezzel együtt az ópiumimport –, hogy az angoloknak sikerült az Indiából Kínába szállított ópiummal kiváltaniuk a kínai árukért eddig fizetett ezüstöt.

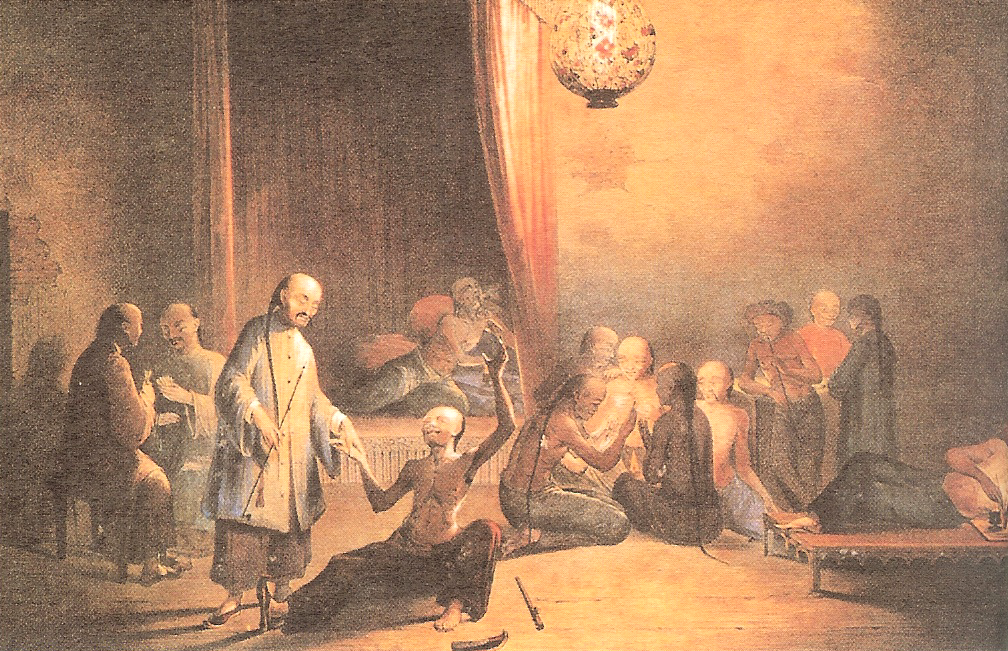
Ópium-barlang Kínában

Az ópiumfogyasztás növekedésére többféle magyarázat van. A történészek egy része szerint a Brit Kelet-indiai Társaság emberei szabályos piackutatást végeztek a kínaiak körében, kiderítendő, hogy mit lehetne ezüst helyett Kínába szállítani. Amikor arra az eredményre jutottak, hogy az ópium megfelelne e célra, a modern drogárusok módszereit alkalmazva kínaiak tömegeit „beetették” a szerrel. Más vélemény szerint viszont az ópiumfogyasztás „magától” kezdett növekedni, amikor a 17–18. században – a dohányzás ekkor már elterjedt szokás volt – a kínaiak rájöttek, hogy a fájdalomcsillapítóként már ezer éve használt ópiumot dohányba keverve kellemes hatást érnek el. E nézet szerint az angolok csak kihasználták az ópiumszívás divatját azzal, hogy jó minőségű ópiumot hoztak be Indiából. Az első véleményt általában a kínai történészek vallják, az utóbbit az angolszászok. Annyi biztos, hogy a 18. század végétől Kínában meredeken emelkedett az ópiumfogyasztás, és az angol kereskedők óriási haszonra tettek szert ebből.
Az ópiumfüggők számának emelkedésével az eddig Kínába áramló ezüst az angol ópiumkereskedőkön keresztül elkezdett visszaáramlani Európába. Megjegyzendő, hogy az ópium nem csak a nyugati kereskedők számára volt jó üzlet: Kínán belüli értékesítésére óriási kereskedőhálózatok jöttek létre, amelyek valamilyen módon – általában megvesztegetéssel – számos állami hivatalnokot is megnyertek maguknak. Az ópium egyébként az 1700-as évek eleje óta be volt tiltva Kínában, de a tilalom papíron maradt, hiszen éppen az ópiumkereskedelem felszámolásával megbízott hivatalnokok voltak az üzlet fő haszonélvezői.

## Az ópiumháborúk

Brit hadihajók megsemmisítik a kínai flottát az első ópiumháború idején

Az 1820–30-as évekre a Csing-dinasztia mély gazdasági válságba jutott. A válság fő okai a következők voltak: ismét megindult földkoncentráció; egy állami intézkedés nyomán romlott a réz- és az ezüstpénz cserearánya, vagyis az ezüst értéke emelkedett a rézpénzéhez képest; a nagyarányú ópiumbehozatal miatt ezüsthiány lépett fel, ami megingatta az ezüstre épült adórendszert. A pénzügyi válság okozójának a főhivatalnokok jelentős része az ópiumimportot tartotta. Az ópiumfogyasztás társadalmi szinten is éreztette a hatását, ugyanis a népes Kínában nagy szerep jutott az emberi kéz által kifejtett fizikai erőnek, de az ópium széleskörű elterjedésével tömegek munkavégzési képessége illetőleg morálja csökkent.
Az 1830-as években az ópiumkérdésről éles vita támadt az udvarban: egyesek az ópiumkereskedelem legalizálását, mások a teljes betiltását javasolták a császárnak. A császár végül az utóbbiakra hallgatott, s 1839-ben az ópiumellenes frakció egyik fő szószólóját, Lin Cö-hszüt (林則徐, Lín Zéxú) Kantonba, az ópiumkereskedelem központjába küldte intézkedni. Lin nagy hévvel látott hozzá a feladat végrehajtásához, blokád alá vette a Kantonban élő külföldiek mintegy 350 fős kolóniáját, elkobozta és tűzre vetette ópiumkészleteiket.
A briteknek eddig két fő követelésük volt Kínával szemben: egyrészt szabadon akartak kereskedni Kínával és Kínában; másrészt el akarták érni, hogy a kínai kormányzat végre egyenrangú félként, és ne behódolt barbárokként kezelje őket. Lin Cö-hszü akciója remek ürügy volt arra, hogy az angolok fegyverrel szerezzenek érvényt követeléseiknek, ezért flottájukat még 1839-ben Kína partjaihoz küldték. Ezzel megkezdődött az első ópiumháború (第一次鴉片戰爭 Dìyīcì Yāpiàn Zhànzhēng). Az angoloknak ugyan mindössze néhány tucat hadihajójuk és pár ezer emberük volt, de mivel ők rendelkeztek az akkori világ legfejlettebb haditechnikájával, a jobbára íjakkal és több száz éves ágyúkkal illetve muskétákkal harcoló mandzsu-kínai csapatok tehetetlenek voltak velük szemben. A kínai lő- és tüzérségi fegyverek nem voltak képesek nagy távolságra lőni, mint az angolok fegyverei, ráadásul az angolok gyorsabban töltöttek újra, mint a kínaiak. Közelharcra nem kellett folyton sort keríteni, így a kínaiak még a számbeli fölényüket se tudták érvényesíteni.
Maga a háború úgy zajlott, hogy az angol hajók megjelentek egy-egy partmenti város előtt, rászegezték ágyúikat, s ha a város megadta magát, akkor az angol katonák – sokszor fosztogatva és öldökölve – bevonultak, ha pedig felvette a harcot, addig lőtték, amíg a kínaiak meg nem adták magukat. Nagyszabású szárazföldi hadműveletekre nem került sor, de nem is volt rájuk szükség, hiszen a kínaiaknak éppen elég fenyegetést jelentett az, hogy tengerpartjuk és belső vízi útjaik mentén a britek gyakorlatilag azt csináltak, amit akartak. A kegyelemdöfést az adta meg, amikor a britek elfoglalták a Jangce (长江, Cháng Jiāng) és a Nagy-csatorna kereszteződésénél fekvő Csencsiang (鎮江, Zhènjiāng) várost, ezzel megbénították Kína két legfontosabb vízi útjának forgalmát. A kormányzat végül teljhatalmú megbízottakat küldött Nanking városába tárgyalni a britek parancsnokával, Pottinger tábornokkal. A két fél 1842. augusztus 29-én elfogadta az ún. nankingi szerződést (南京條約 Nánjīng tiáoyuē), ezzel megkezdődött az a korszak, amit a kínaiak az „egyenlőtlen szerződések” vagy a „félgyarmati” alávetettség korának neveznek.
A nankingi szerződés fő pontjai a következők voltak: 1) Kína örökös tulajdonként átadta Nagy-Britanniának Hongkong szigetét; 2) Az angol kereskedők előtt megnyitott öt kikötőt (Kantont, Hsziament, Fucsout, Ningpót és Sanghajt); 3) A kereskedelmi vámtarifát 4–10%-ban rögzítették; 4) Kína nagy összegű kártérítést fizetett a háború költségeiért, a megsemmisített ópiumért és kínai cégek behajthatatlan adósságaiért. Egy 1843-as kiegészítésben az angolok megkapták a „területenkívüliség” jogát is, ami azt jelentette, hogy brit állampolgár felett kínai hatóság nem ítélkezhetett, csak az angol konzul. (Ez utóbbi kikötés kevéssé kifogásolható, a kínai törvénykezéssel ugyanis gyakran együtt járt a kínvallatás és a csonkító, megalázó büntetés, ami a polgárosodott európaiak számára elfogadhatatlan volt.) A szerződésekben az ópiumról nem esett szó, de az ópiumkereskedelem tovább virágzott. A következő években a briteknek adott kiváltságokat megadták a többi nyugati nagyhatalomnak is, így a megnyitott városokban hamarosan hatalmas nemzetközi negyedek jöttek létre.
1857-től 60-ig újabb összecsapásokra került sor a nyugati hatalmak és Kína között, amelyek következtében a kínai kormányzat újabb "egyenlőtlen szerződésekben" további engedményeket tett: engedélyezte a külföldiek szabad mozgását Kína belsejében, rögzített vám mellett törvényesítette az ópiumkereskedelmet, a Pekinghez közeli Tiencsint (天津, Tiānjīn) megnyitotta a külföldiek előtt, s ami a legfontosabb, hozzájárult, hogy a nyugati hatalmak állandó követeket állomásoztassanak Pekingben – ez a régi „hódolati rendszer” végét jelentette. Az 1857-58-as és az 1860-as hadműveleteket szokták második, illetve harmadik ópiumháborúnak nevezni.

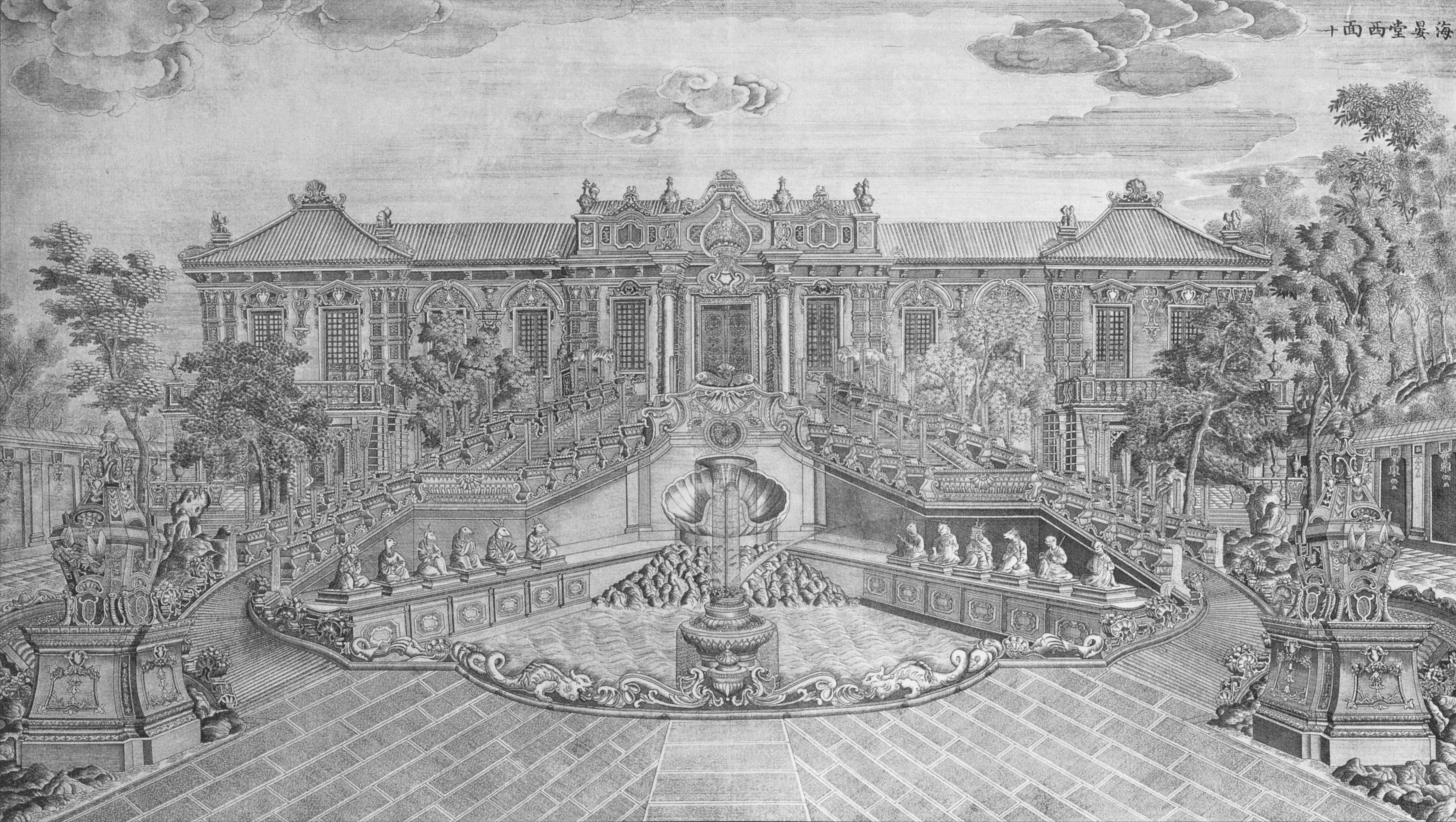
A Régi Nyári Palota

A harmadik ópiumháború leghíresebb emléke a pekingi Jüanming jüan (圆明园 Yuánmíng Yuán) romkert. A „Régi Nyári Palotának” is nevezett épületkomplexumot az 1740-es években építették jezsuita hittérítők tervei szerint, a versailles-i paloták stílusában. Az épületeket 1860-ban az angol–francia seregek porig rombolták. A romokat máig meg lehet tekinteni, a kínaiak ugyanis meghagyták őket eredeti állapotukban, az imperialisták pusztításának illusztrációjául. A kínai kiadású könyvekben nem szerepel, de a történethez hozzátartozik, hogy az európai seregek a császári épületeket bosszúból rombolták le, amiért a császár emberei elfogták a brit békeküldöttség vezetőjét, és kivégezték húsz emberét.
Az ópiumháborúkat a kínaiak hosszú megaláztatásuk, külföldiek által való kizsákmányolásuk és nyomorba döntésük kezdeteként értékelik, s ebből az időből ered a kínaiak nagy részében máig meglévő kettős érzés a nyugatiak iránt: egyrészt csodálják fejlett technikájukat, civilizációs vívmányaikat, gazdagságukat, másrészt viszont sértettséget és néha ellenséges érzelmeket éreznek a gyarmatosító fehér ember irányában. Az biztos, hogy Kína kapuinak erőszakos megnyitása aljas és kegyetlen módon történt. Az is biztos azonban – bár ez nem menti az olykor véres mészárlásokat is rendező gyarmatosító seregeket –, hogy a magába zárkózott, elmaradott Kínai Birodalom életképtelen volt a másutt gyorsan iparosodó világban, így a nyitás elkerülhetetlen volt. A megnyitott „engedményes” kikötők révén pedig Kína megismerte a legfejlettebb nyugati technikákat, legújabb eszméket, saját ipart épített ki és bekapcsolódott a világkereskedelembe. Jellemző, hogy az engedményes kikötővárosokban 1952-ben, a kommunista hatalomátvétel után nem sokkal, az egy főre eső ipari termelés csaknem harmincszorosa volt a – külföldiek által érintetlenül hagyott – belső területekének, és a fejlett ipar nagy része máig a partmenti, valaha külföldi befolyás alatt álló régiókban koncentrálódik.

## Felkelések a mandzsu uralom ellen

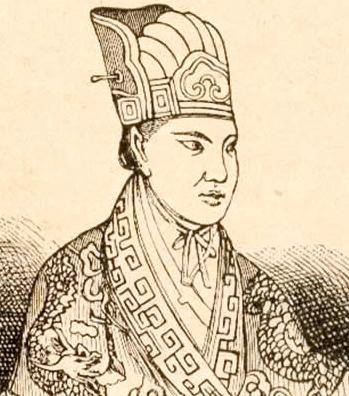
Hung Hsziu-csüan, a Tajping-felkelés vezetője

Nagyjából az ópiumháborúkkal egy időben Kína-szerte felkelések törtek ki a Csing-dinasztia ellen. A jelentősebb megmozdulásokra a nyugati hatalmak terjeszkedésétől függetlenül, a belső területeken került sor, a földkoncentráció, a túlnépesedés, a vízszabályozási rendszerek elhanyagolása (és az ebből eredő katasztrófák), valamint a mindent átszövő korrupció miatt.
A legfontosabb ilyen mozgalom a Tajping-felkelés volt, amelyet a Hung Hsziu-csüan (1814–1864, 洪秀全, Hóng Xiùquán) nevű bukott hivatalnok vezetett. Hung fiatalkorában egy protestáns traktátuson keresztül megismerkedett a keresztény tanításokkal, majd ezeket ötvözve a hagyományos kínai vallás elemeivel egy sajátos új vallást alapított, amelynek vezetője ő maga – Jézus Krisztus öccse, az új messiás – volt. A vallás egyszerre hirdette az Isten előtti egyenlőséget, a konfuciánus erények tiszteletét és a mandzsu uralom megdöntésének szükségességét. Hung a győzelme esetén olyan társadalmat akart létrehozni, amelyben mindenki egyenlő, mindent köztulajdonba vesznek, s az embereket közös raktárakból látják el élelemmel és ruházattal. Ez lett volna a Nagy Egyenlőség Mennyei Birodalma, amiről a felkelők a nevüket kapták. Miután elegendő hívet toborzott magának, Hung 1850-ben Kuanghszi-Csuang Autonóm Terület (广西, Guangxi) tartományban kirobbantotta a felkelést, amelyhez tömegesen csatlakoztak az elszegényedett parasztok, eddig rablásból élő fegyveresek és munkájukat vesztett kantoni szállítómunkások. A tajpingok kezdetben nagy katonai sikereket értek el, több kisebb várost elfoglaltak, majd 1853 márciusában az ekkor már több mint egymillió főt számláló tajping sereg bevette Nanking városát, amely ezután a tajpingok székhelye lett. A felkelők hadjáratot indítottak Peking ellen is, de ez sikertelenül végződött. 1853–54-ben a tajpingok ugyan uralták a Jangce alsó folyásának egész völgyét, de szervezési tapasztalatok híján nem tudtak tartós közigazgatási rendszert kiépíteni. Ráadásul az 50-es évek végén a tajping vezetők egymás ellen fordultak, véres belső harcok törtek ki közöttük, s ez nagyon meggyengítette őket. Eközben a mandzsu császári udvar által megbízott kínai tábornokok erős hadseregeket szerveztek a tajpingok által veszélyeztetett vidékek földesúri erőiből, s némi nyugati segítséggel kemény ellentámadásokat indítottak Hung seregei ellen. Végül hosszas és rendkívül véres harcok után – 20-30 millióra teszik az áldozatok számát – 1864-ben, 14 évnyi küzdelem után a tajpingokat leverték.
Mindeközben a birodalom más területein is – a tajpingoktól független – lázadások törtek ki. A Nagy-csatorna mentén az 50-es években a titkos társaságok által szervezett felkelők saját kis államocskát hoztak létre (1853-1868). A délnyugati Jünnan (云南, Yúnnán) tartományban muzulmán felkelők évtizedekig nagy területeket uraltak, s saját szultánságot alapítottak (1855–1873). Kujcsou (贵州, Guìzhōu) tartományban a miao nép lázadt fel a kínai uralom ellen, míg Kelet-Turkesztánban az ujgurok (1862–1873). A Csing-dinasztia hatalma az 1850-es években alapjaiban megrendült: kívülről a nagyhatalmak, belülről pedig a különböző felkelések fenyegették.

## A Csing-dinasztia átmeneti megerősödése
Az 1860-as évek elején a mandzsuknak sikerült valamelyest megszilárdítani hatalmukat az ország felett. Ez részben a nyugati hatalmakkal való megbékélésnek köszönhető, akiknek, miután már elérték, amit akartak – szabad kereskedelmet Kínával, területenkívüliséget, diplomáciai elismerést stb. –, már a dinasztia uralmának fenntartása állt az érdekükben – hiszen nagyobb profit remélhető az erős kormányzattal rendelkező, kezelhető, mint a szétesett, belháborúk dúlta Kínával való kapcsolatokból. Emellett a központi hatalom seregei az engedményes kikötőkön keresztül hozzájutottak a legjobb nyugati haditechnikához, így a parasztfelkelők és a függetlenségükért küzdő nemzetiségek ellen fordíthatták azokat a modern tűzfegyvereket, amelyek néhány éve még az ő vereségüket okozták. Másrészt pedig újabb "kiegyezés" jött létre a mandzsu dinasztia és a kínai elit között: a 60-as évektől kezdve a kínaiak minden eddiginél nagyobb arányban részesültek a hatalomból, és már hadseregek vezetését is rájuk bízták – amit az óvatos mandzsuk eddig soha nem tettek meg. Így aztán a 60-as, 70-es években sikerült leverni a felkeléseket, s ezzel elodázni a császárság bukását.

## Az önerősítés

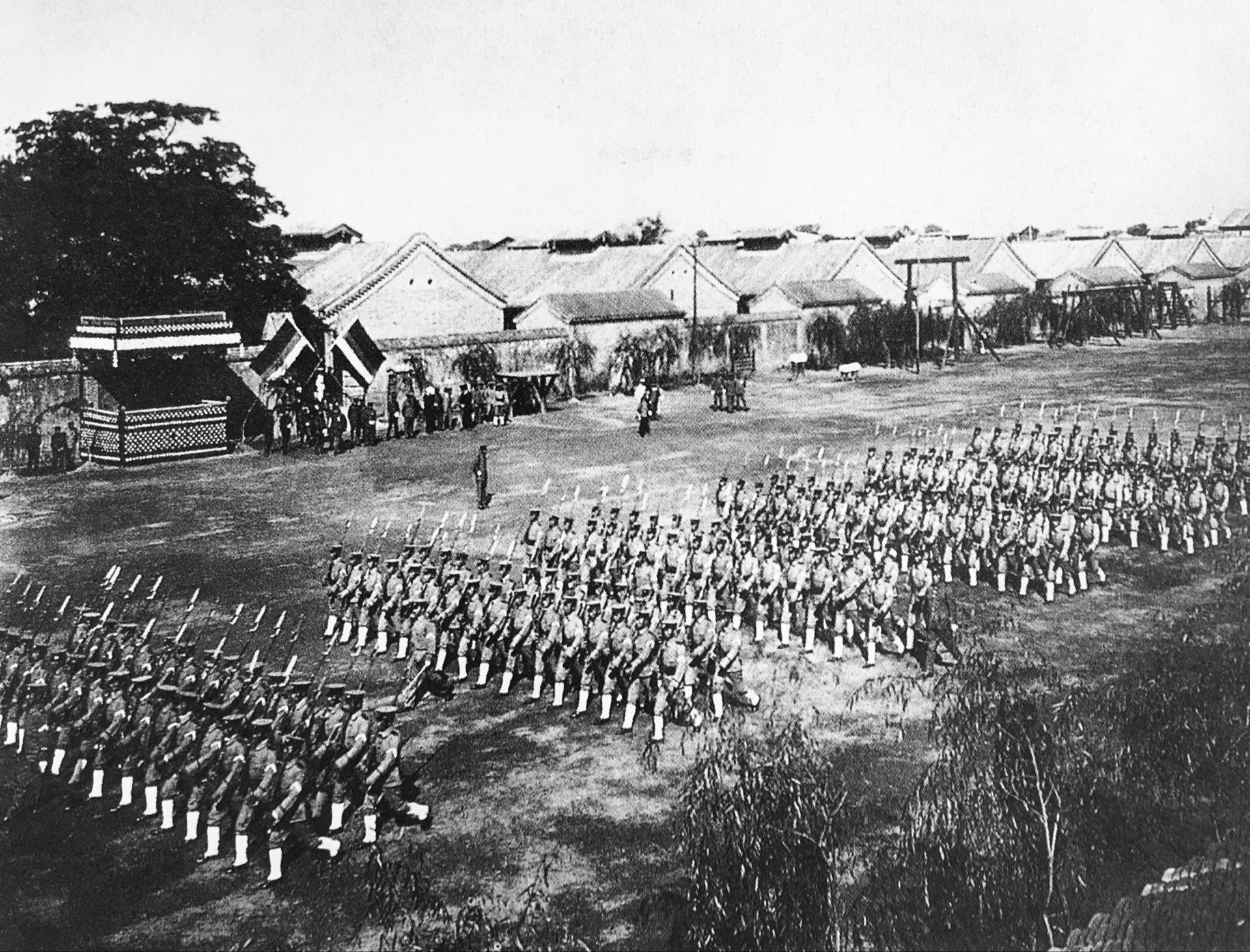
Kínai csapatok modern fegyverekkel gyakorlatoznak

Az ópiumháború óriási sokk volt a kínaiak számára, hiszen több évezredes történelmük során most először találkoztak egy náluk katonailag, gazdaságilag és technikailag egyaránt jóval fejlettebb hatalommal, aminek következtében valamelyest át kellett alakítaniuk az ősi, Kína-központú világképet. A mandzsu-kínai elit azonban nem értette meg, hogy a középkori jellegű Kínai Birodalom zsákutcába jutott, csak azt ismerte el, hogy a nyugati fegyverek jobbak a kínaiaknál. Így aztán nem került sor széles körű társadalmi-politikai modernizációra, s Kína a válságból azzal igyekezett kilábalni, hogy országszerte nyugati típusú fegyver- és hajógyárakat létesített. Az 1860-as, 70-es és 80-as éveket az „önerősítés” (洋务运动, yángwù yùndòng) korszakának szokás nevezni: ekkor Kína még elutasította a nyugati eszméket és intézményeket, csak a technika átvételére volt hajlandó.
Az önerősítés kudarcának első jele az 1884–85-ös kínai–francia háború volt, amikor is a franciák Kínától elhódították Vietnámot.
Az igazi arculcsapást azonban az 1894–95-ös első kínai–japán háború (kínai: 中日甲午战争, Zhōngrì Jiǎwǔ Zhànzhēng; japán: 日清戦争, romaji: Nisshin Sensō) jelentette a kínaiak számára. A harc a Koreai-félsziget feletti befolyásért kezdődött. Koreában, amely mindig is Kína érdekszférájába tartozott, 1893-ban kitört a Tonghak-lázadás (hangul: 동학농민운동; handzsa: 東學農民運動), ami jó ürügy volt mind Kínának, mind Japánnak, hogy csapatokat küldjön a félszigetre a koreai király „megsegítésére”. 1894 nyarán a japán csapatok kiverték a kínaiakat Koreából, s nem álltak meg a kínai-koreai határnál, hanem elfoglalták az északkelet-kínai Liaotung-félszigetet (辽东半岛, Liáodōng). Eközben a modern japán hadihajók az évtizedek alatt felépített kínai flottát egy-két ütközetben teljesen megsemmisítették, míg a déli japán erők Tajvan szigetének nagy részét is elfoglalták. A kínaiak 1895 februárjában letették a fegyvert, majd áprilisban Kína a háborút lezáró simonoszeki békében lemondott a Koreával kapcsolatos jogairól, Tajvanról, a Liaotung-félszigetről, emellett óriási kártérítést fizetett Japánnak. (A Liaotung-félszigetet a többi nagyhatalom nyomására Japán nemsokára visszaadta Kínának.)

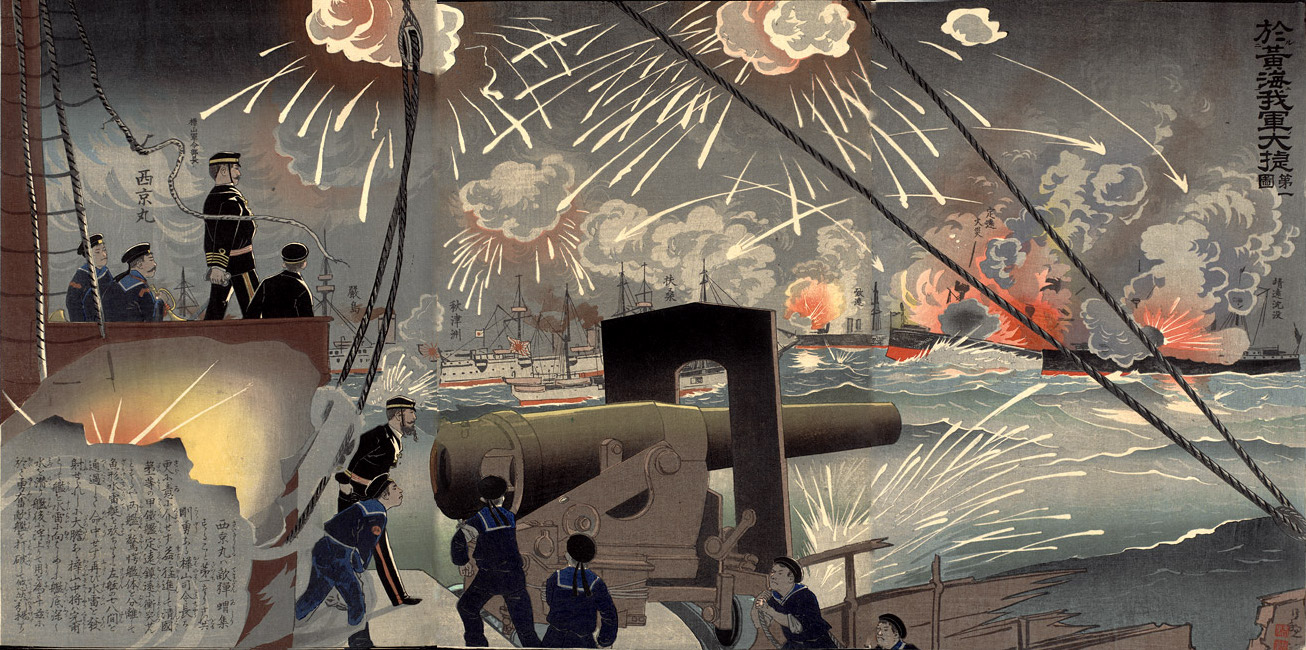
Az első kínai–japán háború Jalu folyó/Sárga-tengeri csatájának japán ábrázolása

A Japántól elszenvedett súlyos vereség azért volt különösen megalázó a kínaiak számára, mert most nem egy nyugati nagyhatalom, hanem egy olyan szomszédos – „barbár” – ország győzte le Kínát, amely egész eddigi történelme során a kínai vívmányokat másolta, a kínai mintákat követte. Ezután a megaláztatás után sokak számára nyilvánvalóvá vált, hogy az eddigi, csak a fegyverek másolására szorítkozó politika nem folytatható: a császári udvar által önkényesen kinevezett, két és félezer éves filozófiai értekezéseken nevelkedett, korrupt hivatalnokok képtelenek a modern körülmények között sikeresen vezetni a kínai seregeket és eredményesen igazgatni az országot.

## A „száznapos reform”
A japánoktól elszenvedett vereség után a kínai írástudók körében országszerte reformmozgalmak indultak, amelyek az 1868-as japán Meidzsi-reform mintáját követve átfogó társadalmi, politikai és gazdasági változásokat, lényegében az alkotmányos monarchia megteremtését tűzték zászlajukra.

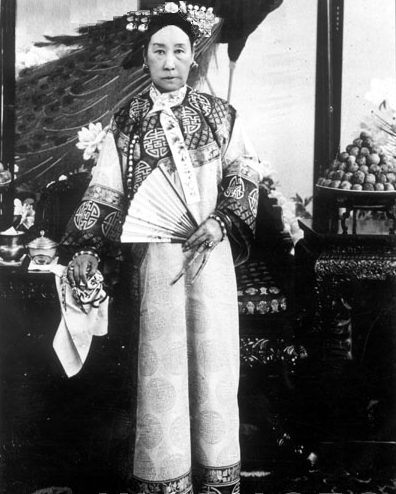
Ce-hszi anyacsászárné

Ezt különösen sürgőssé tette az, hogy a nagyhatalmak már-már kezdték felosztani maguk között Kínát. Ténylegesen végül is egyik hatalom sem tudta a Középső Birodalmat a gyarmatává tenni – aminek a legfőbb akadálya a többi hatalom féltékenysége lett volna –, de a század utolsó évtizedeire az országot érdekszférákra tagolták, és az összes tengerparti, illetve Jangce-parti nagyvárost megnyitották a külföldiek előtt. A megnyitott városokban a hatalmak úgynevezett „koncessziós területeket” kaptak, amelyeken a külföldiek a saját joghatóságuk alatt, saját törvényeik szerint, európai stílusú épületekben élhettek. (Megjegyzendő, hogy Tiencsinben volt osztrák–magyar negyed is, amelynek épületei máig állnak.)
A koncessziós területek léte mélyen sértette a kínaiakat, hiszen egy-egy ilyen terület „állam volt az államban”, a kínai hatóságoknak nem volt beleszólásuk az ottani ügyekbe. Sok külföldi durva, öntelt viselkedése is mély nyomokat hagyott a helyi lakosságban. Az egyik sanghaji park kapuján függő tábla – „Kutyáknak és kínaiaknak tilos a belépés!” – ma is sokszor szóba kerül a kínai–nyugati kapcsolatok történetéről szóló beszélgetések folyamán.

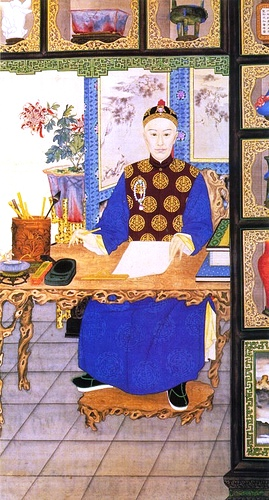
Kuang-hszü császár

A megújulást nehezítette az, hogy az ország vezetése az 1860-as évek elején Ce-hszi anyacsászárné és klikkje kezébe került. Ce-hszi egészen 1908-ban bekövetkezett haláláig ki sem engedte kezéből a hatalmat; bár ezen fél évszázad alatt névlegesen voltak az országnak császárai, tényleges hatalommal nem rendelkeztek. A gyűlölt Ce-hszi és ultrakonzervatív támogatói az „önerősítést” ugyan engedélyezték, de az ország kormányzásában semmiféle változtatásra nem voltak hajlandók.
A reformmozgalmak élére a Kang Ju-vej (1858–1927) (康有為, Kāng Yǒuwéi) nevű írástudó állt, aki 1898-ban memorandumot írt a fiatal Kuang-hszü (1875–1908; 光緒, Guāngxù) császárnak elképzeléseiről. A császár Kang szavain fellelkesülve maga állt a reformok élére: a mozgalom főbb vezetőit fontos posztokba helyezte, s ediktumokat adott ki, amelyek a közigazgatás gyökeres átalakítását, modern iskolák felállítását, a hivatalnokvizsgák korszerűsítését, a hadsereg átszervezését célozták, s hosszú távon Kína alkotmányos monarchiává alakítását tették volna lehetővé. Mindeközben a császár megbízta Jüan Si-kaj tábornokot (袁世凱, Yuán Shìkǎi), hogy számoljon le az anyacsászárné konzervatív frakciójával, amely eddig az országot kormányozta. Jüan azonban elárulta a császárt, s Ce-hszi híveinek beszámolt az ellenük irányuló tervről. Ce-hszi erre embereivel őrizetbe vetette a császárt és a reformmozgalom vezetőit, az intézkedések nagy részét érvénytelenítette, és ismét saját kezébe vette a hatalmat. A császár élete hátralevő éveit házi őrizetben töltötte. Mivel a reformrendeletek körülbelül száz napig voltak érvényben, az 1898-as modernizálási kísérletet „száznapos reformnak” nevezik. A császárság tehát képtelen volt megújítani önmagát.

## A bokszerfelkelés

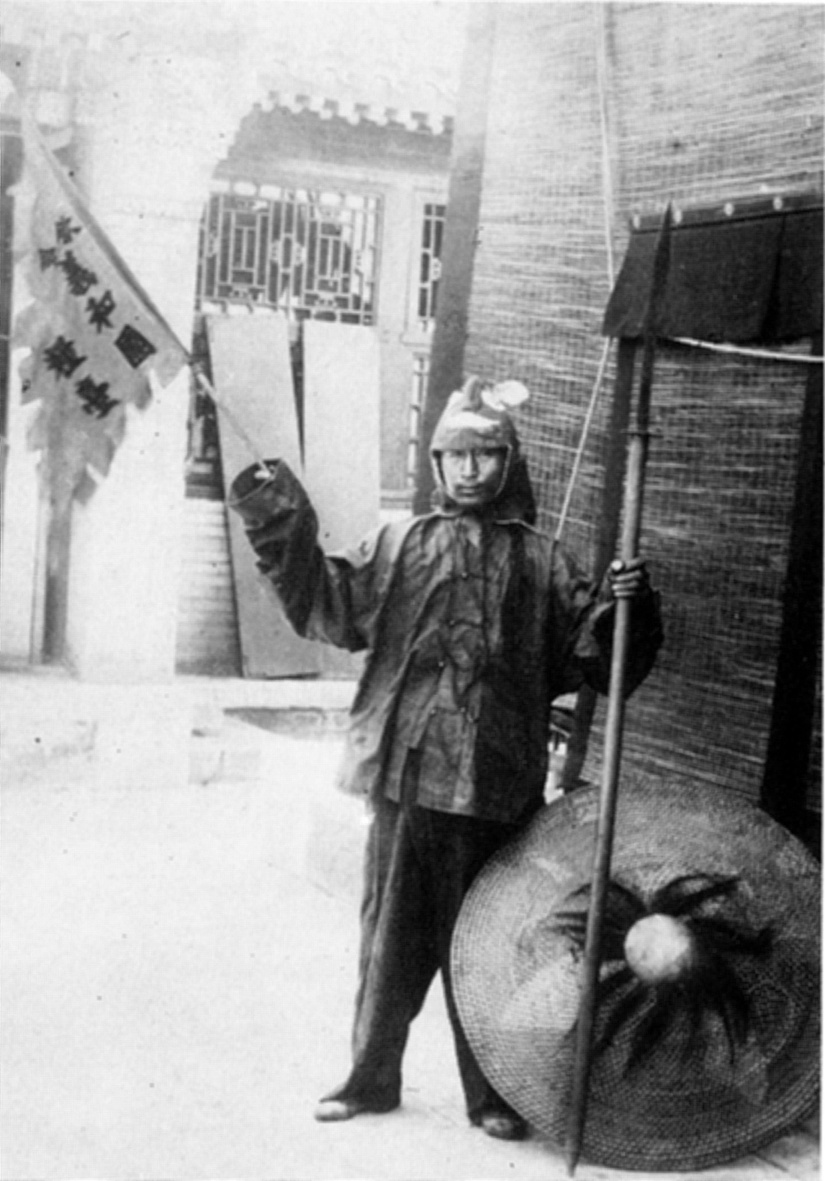
Bokszer felkelő

Az első kínai–japán háború és az elvetélt „száznapos reform” után az országban egyre fokozódott az elégedetlenség egyrészt a Kínát kizsákmányoló és megalázó külföldiekkel, másrészt pedig a külföldiek érdekeit kiszolgáló mandzsu – tehát szintén idegen – dinasztiával szemben. Az először Észak-Kínában kibontakozó lázongásnak gazdasági okai is voltak: a 19. század végén a külföldiek által szorgalmazott nagy vasútépítések miatt a Nagy-csatorna fuvarosai, hajósai, kikötőinek rakodómunkásai elvesztették munkájukat és megélhetésüket. Főleg ezeket a nincstelenné vált elemeket szervezte meg az „Igazságot és Békét Teremtő Ököl” nevű titkos társaság – innen a „bokszer” elnevezés –, amely a külföldieket tartotta felelősnek minden bajért, bár a mandzsu dinasztiát támogatta.
Az idegengyűlölő, fanatikus bokszerek 1900-ban fegyvert fogtak, és az udvar hallgatólagos beleegyezésével bevonultak Pekingbe, ahol európai üzleteket gyújtottak fel, keresztény kínaiakat mészároltak le, és ostrom alá vették a követségi negyedet. Válaszként a nagyhatalmak csapatai 1900. június 17-én partra szálltak Tiencsin mellett, és elindultak Pekingbe, hogy leszámoljanak a bokszerekkel. Ce-hszi anyacsászárné ekkor úgy döntött, hogy a felkelők mellé áll, és hadat üzent a külföldi hatalmaknak. A bokszereknek – akik hittek abban, hogy nem fogja őket a kés és a golyó – és a császári csapatoknak nem sok esélyük volt a jól felszerelt nyugati sereg ellen, amely augusztus közepére elfoglalta Pekinget, és véres büntetőakciókat szervezett a maradék felkelők ellen. A császári udvar még idejében elmenekült a fővárosból, s amikor a külföldiek győzelme nyilvánvalóvá vált, békeküldöttséget menesztett hozzájuk. Ce-hszinek és az uralkodóháznak csak egy célja maradt: hatalmon maradni. Így azért cserébe, hogy a külföldiek meghagyják trónjukon a mandzsukat, az udvar követei minden követelésre igent mondtak. 1901 szeptemberében a felek elfogadták a „bokszerjegyzőkönyvet”, amelyben Kínát hatalmas összegű jóvátétel megfizetésére kötelezték.

## Szun Jat-szen mozgalma

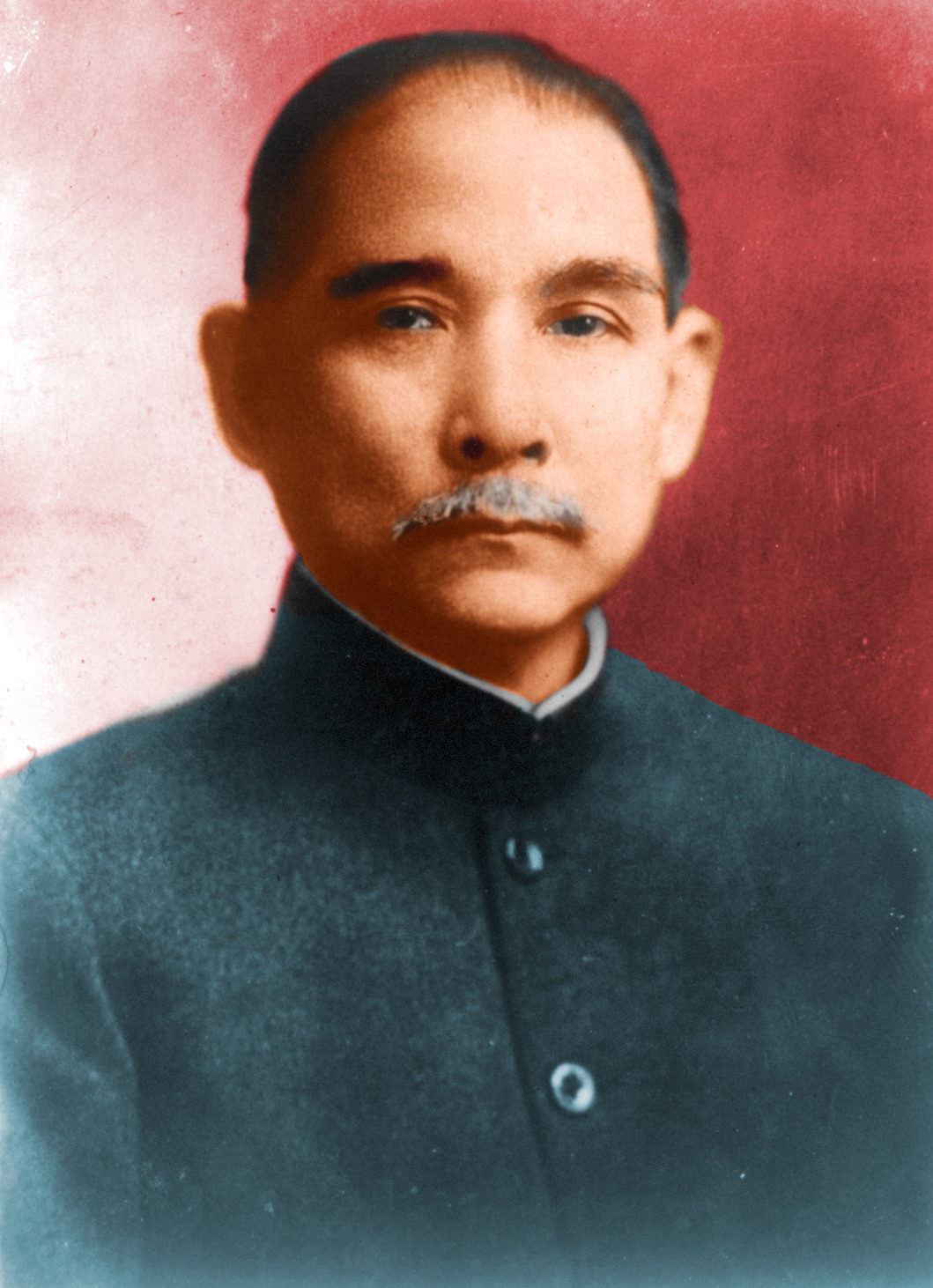
Szun Jat-szen, a kínai forradalom atyja

Az 1890-es években a „száznapos reformban” szerephez jutó mérsékelt alkotmányos monarchisták és a különféle fanatikus tömegszervezetek mellett egy harmadik erő is feltűnt, amely az ország megmentését tűzte ki célul: a radikális forradalmárok. A főleg művelt értelmiségiekből, katonatisztekből és külföldön tanult diákokból álló forradalmi csoportosulások élére Szun Jat-szen állt, akit azóta is a „kínai forradalom atyjaként” tisztelnek. Ők a mandzsu dinasztia megbuktatását és a polgári demokratikus rendre való áttérést tűzték ki célul. Szun Jat-szen, aki művelt, nyugati képzésben részesült orvos volt, a forradalmi mozgalom „értelmi szerzőjeként” működött: szervezett, pénzt gyűjtött a külföldi kínaiak körében, újságot szerkesztett és kidolgozta a kínai forradalom alapideológiáját. A különböző általa alapított szervezetek – a Kína Újjászületésének Társasága és a Szövetséges Liga – 1895 és 1911 áprilisa között tíz városi felkelést indítottak a mandzsu uralom ellen, de a kormányhű erők mindegyiket vérbe fojtották.
A 20. század első évtizedében a sok sebből vérző Csing-dinasztia elszánta magát bizonyos alkotmányos reformokra. 1906-ban bejelentették, hogy Kínát fokozatosan alkotmányos monarchiává alakítják. Miután 1908-ban meghalt Ce-hszi, ez a folyamat felgyorsult, s 1909-ben a tartományokban tanácskozó testületeket választottak, amelyek később alapját képezték volna a császár mellett működő parlamentnek. 1910 októberében Pekingben összeült az Országos Tanácskozó Testület, amely parlamenti funkciót töltött volna be a demokratikus átalakulás kiteljesedéséig. 1910 végén azonban a gyermekkorú Pu Ji császár helyett kormányzó régens szembefordult a demokratizálási folyamattal, s igyekezett meggátolni a reformok folytatását. Ezzel a mandzsu udvar elvesztette azon széles néprétegek támogatását, amelyek eddig a békés átmenet reményében mögötte álltak. 1911 áprilisában Kantonban kitört a Szun Jat-szen-féle erők tizedik felkelése, de ezt a helyi katonaság még le tudta verni. 1911 májusában egy kormányzati intézkedés nyomán, amelynek következtében tömegek vesztették el vasúti részvényekbe fektetett vagyonukat, Szecsuanban elindult az ún. „vasútvédő mozgalom”, amelyet csak nagy nehezen tudtak elfojtani. Kínában mindenütt tetőfokára hágott a mandzsu-gyűlölet.
Ilyen körülmények között tört ki 1911. október 10-én a vucsangi felkelés (klasszikus kínai: 武昌起義, Wǔchāng Qǐy) ami végül is véget vetett a kínai császárságnak. A Jangce-parti Vucsangban (武昌, Wǔchāng) (a mai Vuhant (武汉, Wǔhàn) alkotó három város egyikében) a helyi forradalmi csoportok – amelyek laza szálakkal kötődtek Szun Jat-szen mozgalmához – október 11-re tervezték a felkelést, de mivel a terv kitudódott, a vezetők egy nappal előrehozták az akciót, és október 10-én este megrohamozták a várost. 1911. október 11-re a város és környéke a felkelők kezére került. A vucsangi felkelés önmagában jelentéktelen lett volna, de országszerte ez adta meg a végső lökést a Csing-dinasztia bukását kívánó tömegeknek. A következő hetekben a tartományok sorra mondták ki függetlenségüket, decemberre a 18 tartomány közül csak három maradt hű a dinasztiához. Az országon mandzsu-ellenes eufória lett úrrá, ami rövid időre – de csak rövid időre – egyesítette a birodalom legkülönbözőbb rétegeit, és lehetővé tette, hogy Kína ne csak a csaknem háromszáz éves Csing-dinasztiától, hanem a több mint kétezer éves császárságtól is megszabaduljon.

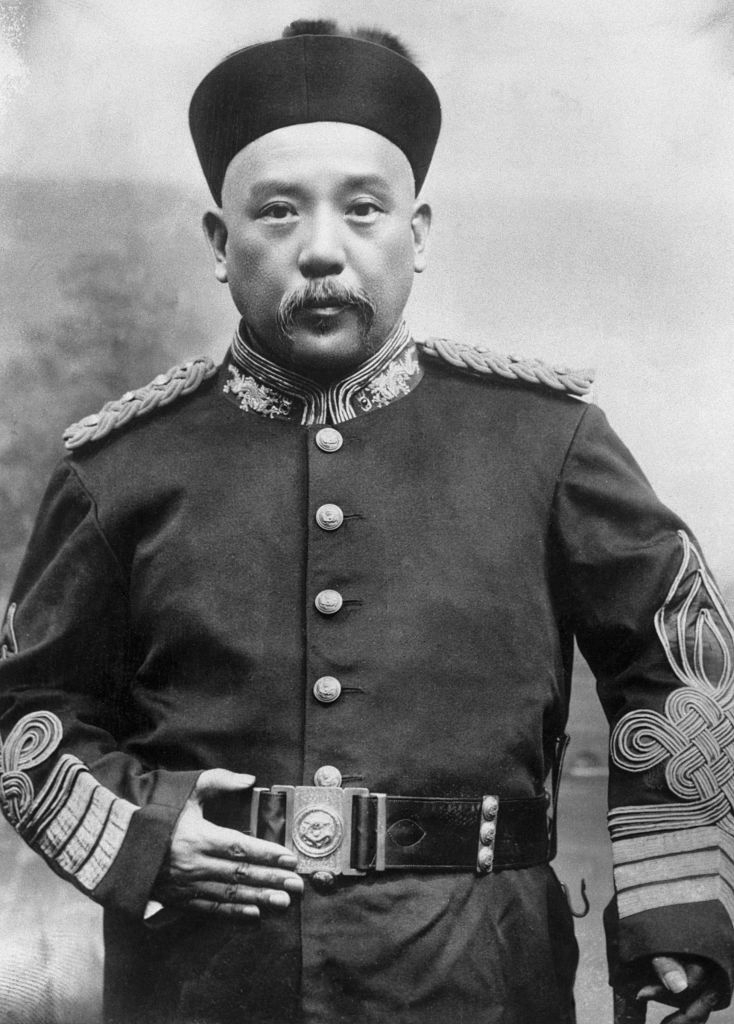
Jüan Si-kaj tábornok, köztársasági elnök, majd császár

A dinasztia elkövette azt a hibát, hogy a felkelők ellen indított csapatok élére régi tábornokát, Jüan Si-kajt nevezte ki. Jüan ugyan harcot indított a felkelők ellen, de jelezte nekik azon szándékát, miszerint szívesen megegyezne velük. 1911 decemberében hazatért Szun Jat-szen, aki eddig az USA-ban tartózkodott, és a vucsangi felkelésről újságból értesült (tehát alaptalan az a hiedelem, hogy a vucsangi felkelést ő szervezte). Az északon még komoly erőkkel rendelkező uralkodóháztól függetlenedett Dél-Kínában, Nankingban 1912. január 1-jén kikiáltották a Kínai Köztársaságot, a nagy tekintélyű Szun Jat-szent pedig megválasztották elnöknek. Jüan Si-kaj, a császári seregek vezetője úgy döntött, ahelyett, hogy rátámadna a köztársasági erőkre, inkább üzletet köt velük: lemondatja a mandzsu dinasztiát, s ezért cserében igényt tart a köztársasági elnöki posztra. Az alku létrejött: Jüan nyomására – akire a mandzsuk rábízták a seregeiket – 1912. február 12-én a Csing-dinasztia lemondott a hatalomról, február 15-én pedig Szun Jat-szen helyébe Jüan Si-kajt választották meg köztársasági elnöknek. Ezzel a kínai császárság története lezárult, hogy kezdetét vegye a köztársaság kora, amelyben Kína még a császárság végnapjainál is zavarosabb képet mutatott.
1932-ben Japán elfoglalta Kínától Mandzsúriát, ahol egy általa vezetett bábállamot alakított ki császárság formájában. Ennek élére maga Pu Ji került és az ország a Mandzsukuo nevet vette fel, amely a Csing-dinasztia örökösének tekintette magát. Így ezen a területen állt fenn legtovább a császárság intézménye Kínában, amíg a szovjet csapatok 1945-ben fel nem számolták.